# Luis Gerald Ortiz
Luis Gerald Ortiz Alba (Cochabamba, 27 de abril de 1966 - Warnes, 21 de abril de 2012) fue un político, empresario y ex senador boliviano. Desempeñó el cargo de senador en la Asamblea Legislativa Plurinacional de Bolivia representando al Departamento de Chuquisaca desde 2010 al 2012. Falleció a causa de un accidente aéreo en el de Aeropuerto Internacional de Viru Viru

## Biografía
Gerald Ortiz nació en la ciudad de Cochabamba el 27 de abril de 1966. Realizó sus estudios primarios y secundarios en el colegio La Salle de Cochabamba y en el Instituto Americano de esa ciudad. Estudió Aviación Civil en el Chieftain Institute de Sídney, Australia, donde residió por cinco años. En 2005 incursionó en la política boliviana. Era también dueño de una empresa aérea de transporte y carga.
Fue senador por el partido del Movimiento al Socialismo (M.A.S - I.P.S.P) representando al Departamento de Chuquisaca durante el periodo de 2006 al 2010.
En 2010 fue elegido nuevamente senador de Bolivia, pero esta vez por el partido político del  Plan Progreso para Bolivia-Convergencia Nacional (P.P.B - C.N) representando al Departamento de Chuquisaca en la Asamblea Legislativa Plurinacional de Bolivia.

## Fallecimiento
Gerald Ortiz Falleció en un accidente aéreo a sus 46 años el 21 de abril de 2012 cuando estaba aterrizando en el avión Curtiss C-46 en el Aeropuerto Internacional de Viru Viru, pereciendo también en ese accidente su padre Luis Ortiz Fernández y el técnico mecánico Mario Torres Angles. Solo Yarel Ortiz, hijo del senador, pudo salvarse del accidente aéreo porque fue auxiliado a tiempo siendo llevado a una clínica privada del lugar minutos después del accidente.